# George Murray (muzikant)
George Murray is een Amerikaans bassist. Hij is voornamelijk bekend van zijn werk met de Britse zanger David Bowie, voor wie hij in de tweede helft van de jaren '70 voor muzikale begeleiding zorgde. Ook trad hij op als achtergrondzanger en schreef hij een aantal nummers.

## Carrière
Het eerste werk waar de naam van Murray op te vinden is, zijn twee albums van de jazz- en funkmuzikant Weldon Irvine. In januari 1976 verscheen Station to Station, het eerste album van Bowie waar hij op te horen is. Op dat moment was hij de derde bassist die op de laatste drie albums van Bowie te horen is. Samen met Carlos Alomar en Dennis Davis vormde Murray vijf jaar de begeleidingsband van Bowie. Samen met Bowie en Davis schreef hij tevens het nummer "Breaking Glass", afkomstig van Low. Na het album Scary Monsters (and Super Creeps) uit 1980 is hij niet meer op de muziek van Bowie te horen. Dat album bevat wel de door Murray bedachte baslijn van "Ashes to Ashes".
Murray heeft, naast Bowie, ook samengewerkt met Luther Vandross, George McCrae, Iggy Pop (op het door Bowie geproduceerde album The Idiot) en Talking Heads-toetsenist Jerry Harrison. Daarnaast speelde hij ook in de liveband van de Broadway-musicals Don't Bother Me, I Can't Cope en Your Arms Too Short to Box with God. Harrisons album The Red and the Black uit 1981 is het laatste waarop werk van Murray te horen is. In een interview uit 1983 vertelde Bowie dat Murray naar Los Angeles was verhuisd en niets meer met de muziekbusiness te maken wilde hebben.

## Discografie

### Met David Bowie
- 1976: Station to Station
- 1977: Low
- 1977: "Heroes"
- 1978: Stage
- 1979: Lodger
- 1980: Scary Monsters (and Super Creeps)
- 2017: Live Nassau Coliseum '76 (opgenomen in 1976)
- 2018: Welcome to the Blackout (Live London '78) (opgenomen in 1978)

### Met andere artiesten
- 1974: Cosmic Vortex (Justice Divine) (met Weldon Irvine)
- 1974: In Harmony (met Weldon Irvine)
- 1976: Luther (met Luther Vandross)
- 1977: The Idiot (met Iggy Pop)
- 1981: The Red and the Black (met Jerry Harrison)